# Estação Ecológica de Águas Emendadas
A Estação Ecológica de Águas Emendadas é uma unidade de conservação localizada no planalto central brasileiro, no nordeste do Distrito Federal, na região administrativa de Planaltina, a 50 km do centro de Brasília e a 5 km do centro de Planaltina.
Com visitação controlada, a estação ecológica é gerida pelo Instituto Brasília Ambiental (IBRAM) do Governo do Distrito Federal. Ela tem área de 10 mil 547 hectares e é destinada à proteção do ambiente natural, realização de pesquisas básica e aplicada em ecologia e à educação ambiental. Em 1992, foi declarada pela UNESCO área nuclear da Reserva da Biosfera do Cerrado.
O primeiro registro da região foi feito no relatório da Comissão Exploradora do Planalto Central, coordenada por Luís Cruls, em 1892.

## Flora
A vegetação é de várzea grande, cerrado, campo cerrado, campo sujo, campo limpo, mata de galeria alagada e não alagada, veredas, campo úmido e campo de murunduns.

## Fauna
Um grande número de animais do cerrado podem ser encontrados dentro da área da Estação de Águas Emendadas. Alguns mamíferos ameaçados de extinção como o lobo-guará, o veado-campeiro, o tamanduá-bandeira e o tatu-canastra. Também podem ser encontradas várias aves incomuns como tucanos, papagaios, carcarás e seriemas.

## Razões para o nome
A Estação ecológica tem esse nome por se tratar de um fenômeno hidrográfico de dispersão de águas, fluindo a partir de um mesmo ponto para lados opostos, formando a Bacia do Rio Tocantins e a Bacia do Rio da Prata. Para o norte, o córrego Vereda grande alimenta o Rio Maranhão, que após desaguar no Lago de Serra da Mesa continua pelo Rio Tocantins que, após se juntar ao Rio Araguaia, deságua no Oceano Atlântico, na Baía do Marajó; para o sul, o Córrego Brejinho engrossa o Córrego Fumal, que deságua no Rio Mestre d'Armas e que, após confluir com o Rio Pipiripau, forma o Rio São Bartolomeu, que, por sua vez, corre para o Rio Corumbá e deste para o Rio Paranaíba, formando então o Rio Paraná, indo finalmente desaguar no estuário do Prata. 

## Referência legal
- Lei Federal 6902, de 1981
- Lei Federal 9985, de 2000
- Lei Distrital 41, de 13/09/1989
- Lei Distrital 4329, de 2009 - Dispõe sobre a proibição da queima de restos vegetais e lixo no território do Distrito Federal
- Decreto Distrital 771, de 1968
- Decreto Distrital 6004, de 1981
- Decreto Distrital 11137, de 1988